# سيماروبة

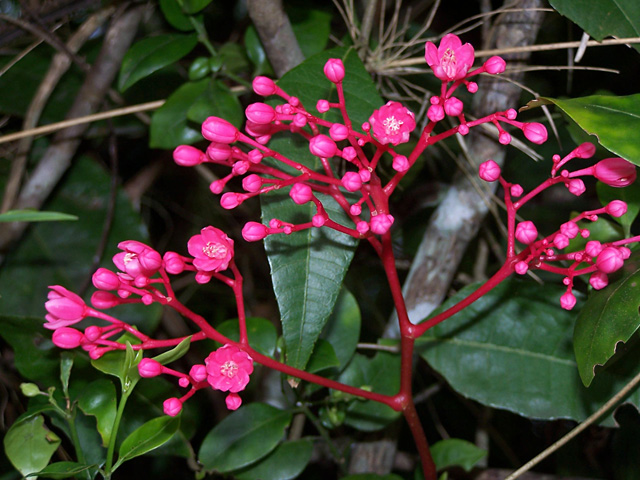
الإزهار

السيماروبة أو السَّمَرُوبة أو القصب المُرّ أو السماروبه هو جنس من الأشجار والشجيرات في الفصيلة السيماروبية موطنه الإقليم المداري الجديد. أوراقها مركبة، لها ما بين زوجٍ و 12 زوجًا من وريقات ريشية بديلة. أزهارهم أحادية الجنس، صغيرة نسبيًا (نحو 1 سم) ومرتبة في عثاكيل كبيرة. النباتات ثنائية المسكن، ولا تحمل سوى أزهار من الذكور أو الإناث. تحتوي الأزهار الفردية على ما بين 4 و 6 كؤوس وبتلات وما بين 8 و 12 سداة.